# أليكس هنري
أليكس هنري هو لاعب هوكي الجليد كندي، ولد في 18 أكتوبر 1979 في إليوت لايك في كندا.

## وصلات خارجية
- أليكس هنري على موقع دوري الهوكي الوطني (الإنجليزية)
- أليكس هنري على موقع EliteProspects.com (الإنجليزية)
- أليكس هنري على موقع HockeyDB.com (الإنجليزية)
- أليكس هنري على موقع Hockey-Reference.com (الإنجليزية)